# Vranovina (Foča, BiH)
Vranovina je naseljeno mjesto u općini Foči, Republika Srpska, BiH. Nalazi se uz granicu s Crnom Gorom. Zapadno je rijeka Ćehotina i ušće rijeke Slatine u Ćehotinu.
Godine 1962. godine pripojena je Meštrevcu (Sl.list NRBiH, br.47/62).

## Stanovništvo
| Narod     | Popis 1961. |
| --------- | ----------- |
| Hrvati    |             |
| Muslimani |             |
| Srbi      | 67          |
| ostali    | 10          |
| Ukupno    | 77          |